# 三大予備校
三大予備校（さんだいよびこう）とは、規模の大きい３校の予備校を指す言葉である。
1980年代頃から使われた言葉であり、元は、日本国内の大学受験界において駿台予備学校（駿台グループ）（駿台）、河合塾（河合）、代々木ゼミナール（代ゼミ）の3つの予備校を指す言葉であった。
三大予備校が全国展開を強めた1980年代ごろから使われた用語であり、生徒数や事業展開の規模（模擬試験や受験関連書籍、受験情報提供等）で他の中小予備校を圧倒した。しかし、代ゼミは2015年度に実施した校舎数の大幅削減および全国模擬試験の廃止によって三大予備校から外れ、駿台予備学校、河合塾のみを指して「二大予備校」と呼ばれるようになった。
2010年代以降は東進ハイスクールの生徒数が多く増加し、駿台予備学校、河合塾、東進ハイスクールを指して三大予備校と呼ぶこともある。

## 概説
- 歴史的には駿台予備学校が最も古く、河合塾、代々木ゼミナールがそれに続く。
- 河合塾の東京進出前後時期のこれら三大予備校の展開をモデルとした小説作品に城山三郎著『今日は再び来らず』（講談社文庫：絶版）があり、当時の三大予備校の各々の特徴が描写されている。

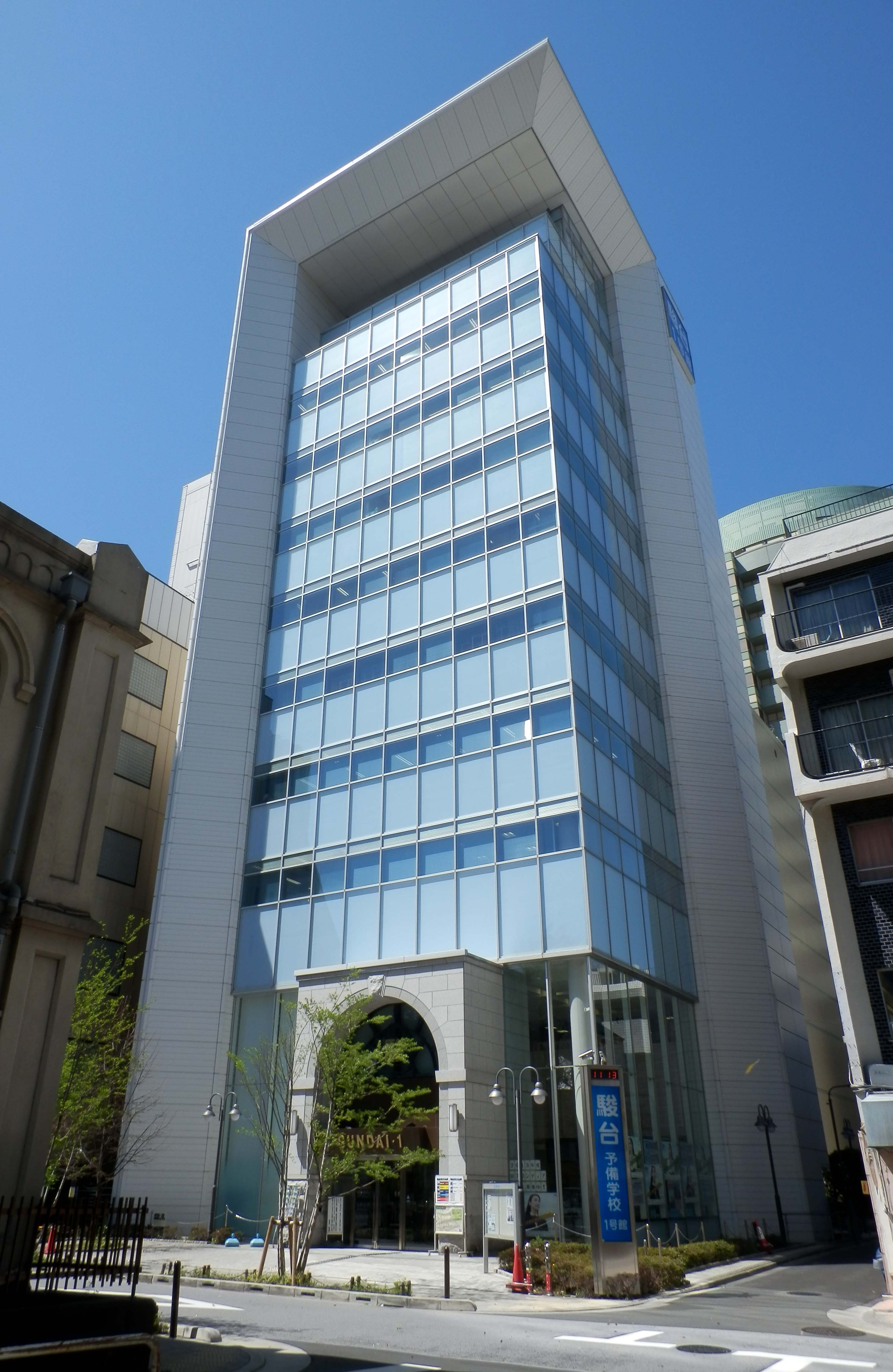
受験生の間では「生徒の駿台、机の河合、講師の代ゼミ」と言われてきた。駿台は受講生のレベルが高く、河合は机が広く、代ゼミは人気講師の看板が強いのがウリ[注 1]という意味である。
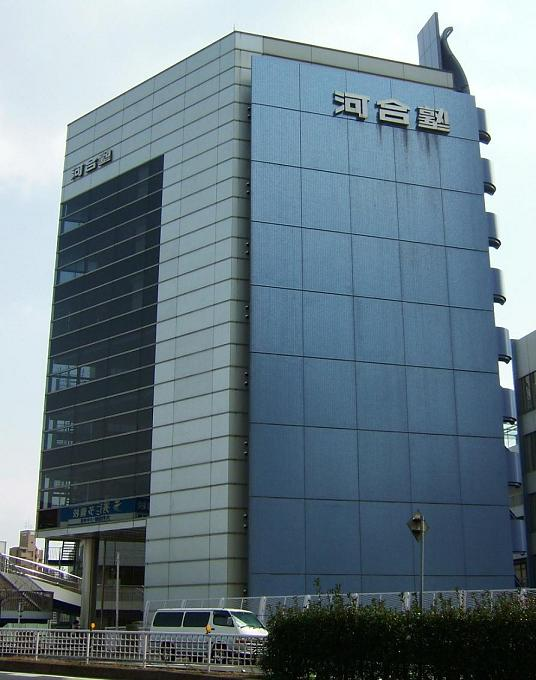
河合塾本部
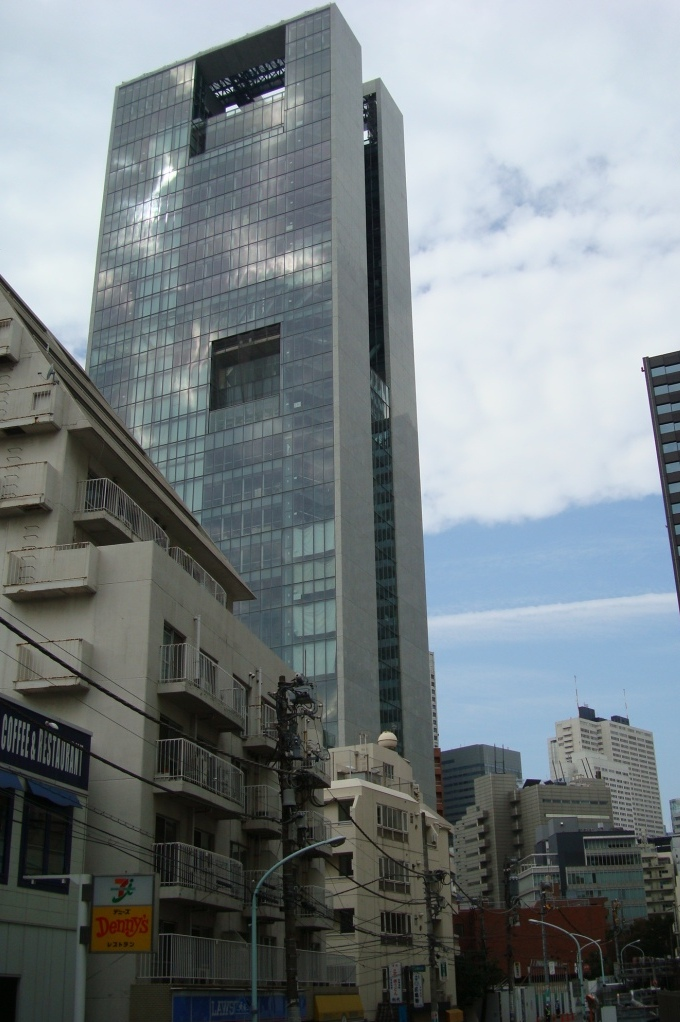
代ゼミタワー

- 専修学校・各種学校登録のものについては全て学校法人（正確には準学校法人）による運営であるが（次項「比較」参照）、現役生専門校など一部校舎については関連会社による運営となっている。

## 比較
| 予備校名              | 駿台予備学校                            | 河合塾                                  | 代々木ゼミナール                  | 東進ハイスクール                        |
| --------------------- | --------------------------------------- | --------------------------------------- | --------------------------------- | --------------------------------------- |
| 略称                  | 駿台                                    | 河合                                    | 代ゼミ、代々木                    | 東進                                    |
| キャッチフレーズ      | 第一志望は、ゆずれない。                | すべては一人ひとりの生徒のために        | 志望校が母校になる。              | おそらく天才でない君へ 努力の天才であれ |
| 創立                  | 1918年                                  | 1933年                                  | 1957年                            | 1971年                                  |
| 本部                  | 東京・神田駿河台 （学校法人駿河台学園） | 愛知・名古屋市千種区 （学校法人河合塾） | 東京・代々木 （学校法人高宮学園） | 東京・武蔵野市 （株式会社ナガセ）       |
| 出版社名              | 駿台文庫                                | 河合出版                                | 代々木ライブラリー                | 東進ブックス                            |
| 模試の実施主体        | 全国入試模試センター                    | 全国進学情報センター                    | 日本入試センター                  | 株式会社ナガセ                          |
| 模試                  | 駿台模試                                | 全統模試                                | 代ゼミ模試                        | 東進模試                                |
| 過去問題集の俗称      | 青本                                    | 黒本                                    | 白本                              | 緑本                                    |
| 大学別模試 （冠模試） | 実戦模試                                | オープン                                | プレ                              | 本番レベル模試                          |
| 通信講座              | 駿台サテネット21                        | サテライト                              | サテライン                        | サテライブ                              |

- 駿台1号館
- 河合塾本部
- 代ゼミタワー